# شاخ‌چهرگان
سراتوپسید (نام علمی: Ceratopsidae) نام یک تیره از زیرراسته شاخ‌چهرگان است.